# Tony Dalton
Álvaro Luis Bernat Dalton (Laredo, Texas; 13 de febrero de 1975), más conocido  como Tony Dalton, es un actor estadounidense-mexicano. Durante gran parte de su carrera, ha actuado en películas, programas de televisión y obras de teatro mexicanas. Es más conocido en los Estados Unidos por su interpretación de Lalo Salamanca en Better Call Saul (2018-2022). También interpretó a Jack Duquesne en la miniserie de 2021 Hawkeye, del Universo Cinematográfico de Marvel.
Ha destacado en películas y series como No te equivoques (2001), Matando Cabos (2004) y La dictadura perfecta (2014). También ha participado en series de TV como Los simuladores (2008-2009) y Sr. Ávila (2013-2018), entre otras.

## Biografía
Dalton nació en Laredo, Texas, el 13 de febrero de 1975, hijo de madre estadounidense y padre mexicano. Estudió en la Eaglebrook School de Deerfield, Massachusetts, y luego estudió interpretación en el Instituto de Teatro y Cine Lee Strasberg de la ciudad de Nueva York.

## Trayectoria
El primer papel importante de Dalton fue en la telenovela juvenil mexicana Clase 406 (2002-2003) donde interpreto al antagonista secundario Dagoberto "Dago" García y Profesor de Educación física, un año más tarde participaría en la telenovela mexicana juvenil Rebelde (telenovela) (2004-2006) con la que conseguiría aún más reconocimiento. 
Su primer papel en el cine fue en Matando Cabos (2004), que también coescribió. Más tarde escribió y protagonizó Sultanes del Sur (2007). Sus otros créditos cinematográficos incluyen Violanchelo (2008) y La dictadura perfecta (2014). También interpretó un papel secundario en la serie de HBO Latin America Capadocia (2008). Interpretó al protagonista de la serie de HBO Sr. Ávila (2017), que ganó el premio Emmy Internacional a la mejor serie de habla no inglesa.
Dalton representó a Lalo Salamanca en Better Call Saul (2018-2022), apareciendo por primera vez en el episodio temporada 4 «Coushatta». Su actuación recibió elogios de la crítica, lo que le valió nominaciones a un Screen Actors Guild Award y dos Saturn Awards, mientras que algunos críticos consideraron a Lalo uno de los mejores villanos de la televisión. Fue elegido para interpretar a Jack Duquesne en la miniserie Hawkeye (2021) después de que el productor Trinh Tran quedara impresionado con su actuación en Better Call Saul. 

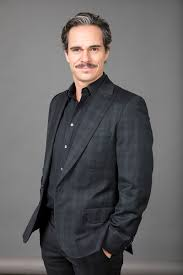

## Filmografía

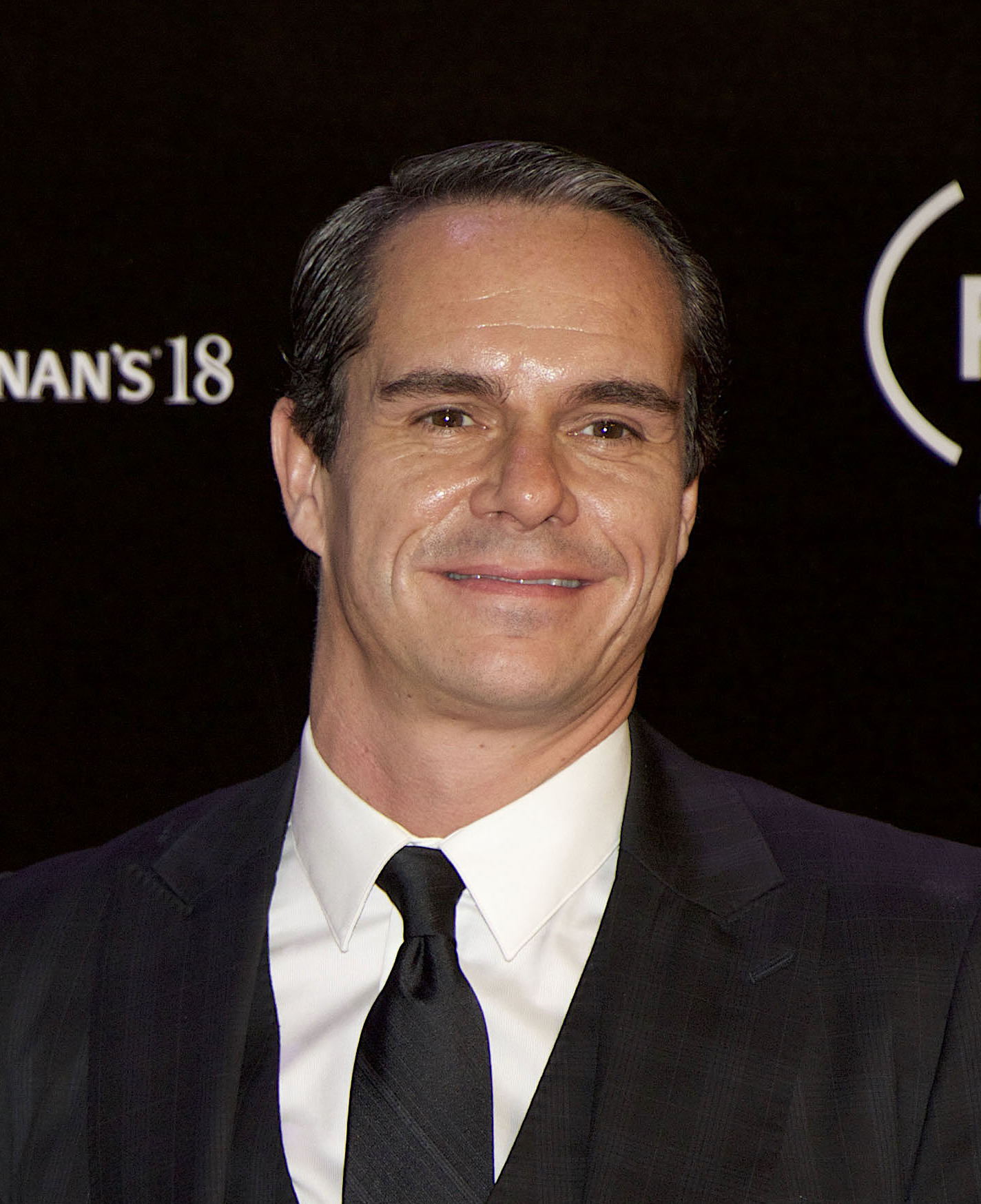
Dalton en 2018

### Cine
| Año  | Título                                 | Rol                           | Notas        |
| ---- | -------------------------------------- | ----------------------------- | ------------ |
| 2004 | Matando Cabos                          | Javier "Jaque"                |              |
| 2005 | Volver, volver                         | Álex Quiroz                   | Cortometraje |
| 2006 | Contracorriente                        |                               |              |
| 2006 | Efectos secundarios                    | Gerardo                       |              |
| 2007 | Sultanes del sur                       | Carlos Sánchez                |              |
| 2008 | Amor, dolor y viceversa                |                               |              |
| 2009 | Amar                                   | Joel                          |              |
| 2010 | Mano a Mano                            | Miguel                        | Cortometraje |
| 2010 | El Infierno                            | El Gringo                     |              |
| 2010 | Amar no es querer                      | Samuel                        |              |
| 2011 | Colombiana                             | Embajador de Estados Unidos 1 |              |
| 2012 | La vida precoz y breve de Sabina Ribas | John                          |              |
| 2014 | La dictadura perfecta                  | José Hartmann                 |              |
| 2017 | Las hijas de Abril                     | Álvaro                        |              |
| 2018 | La boda de Valentina                   | Adrián Corcuera               |              |
| 2018 | Mexican Standoff                       | Mr. Stewards                  |              |
| 2021 | Amalgama                               | Dr. Saúl Bravo                |              |
| 2023 | Dime lo que quieres (de verdad)        | Diego                         |              |
| 2024 | Turno Nocturno                         | Doctor                        |              |
| 2024 | Las Mutaciones                         | Raúl                          | [ 13 ]       |

### Televisión
| Año       | Título                       | Rol                        | Notas                         |
| --------- | ---------------------------- | -------------------------- | ----------------------------- |
| 2000      | Ramona                       | Tom                        | 1 episodio                    |
| 2000      | Mi destino eres tú           | Oficial de policía         | 3 episodios                   |
| 2001      | No te equivoques             | Él mismo                   | 11 episodios                  |
| 2001      | Mujer, casos de la vida real |                            | Episodio: Solicitud rechazada |
| 2002-2003 | Clase 406                    | Dagoberto "Dago" García    | Elenco Recurrente             |
| 2004-2006 | Rebelde                      | Gastón Diestro             | Elenco Recurrente             |
| 2007      | 13 miedos                    | Jorge Sanchéz              | Episodio: Esquela             |
| 2008-2009 | Los simuladores              | Mario Santos               | 31 episodios                  |
| 2008-2010 | Capadocia                    | Augusto Mateos             | 4 episodios                   |
| 2011-2012 | Flor salvaje                 | Don Rafael Urrieta         | Episodio: protagonista        |
| 2013-2018 | Sr. Ávila                    | Roberto Ávila              | Rol principal                 |
| 2015      | Dueños del paraíso           | Renato Maldonado           | 67 episodios                  |
| 2016-2017 | Sense 8                      | Representante de Lito      | 3 episodios                   |
| 2018-2022 | Better Call Saul             | Lalo Salamanca             | 16 episodios                  |
| 2021      | Hawkeye                      | Jack Duquesne / Espadachín | 6 episodios                   |
| 2025      | Daredevil: Born Again        | Jack Duquesne / Espadachín | 3 episodios                   |
| 2025      | The Last of Us               | Javier Miller              | 1 episodio                    |

### Teatro
| Año       | Título                         |
| --------- | ------------------------------ |
| 2009-2010 | El año próximo a la misma hora |
| 2017      | Juegos de poder                |

### Guionista
- Sultanes del sur (2007)
- Matando Cabos (2004)

## Premios y nominaciones
| Año  | Otorgar                                  | Categoría                                                                      | Trabajar         | Resultado |
| ---- | ---------------------------------------- | ------------------------------------------------------------------------------ | ---------------- | --------- |
| 2021 | Premios Saturno                          | Mejor actor de reparto en televisión                                           | Better Call Saul | Nominado  |
| 2021 | Premios del Sindicato de Actores de Cine | Actuación destacada de un conjunto en una serie dramática                      | Better Call Saul | Nominado  |
| 2022 | Premios Saturno                          | Mejor actor de reparto en televisión                                           | Better Call Saul | Nominado  |
| 2022 | Premios Saturno                          | Mejor actuación como estrella invitada en una serie de televisión en streaming | Hawkeye          | Nominado  |

Tony Dalton ha sido nominado a los premios Saturn y Screen Actor's Guild, pero no ha ganado.